# Kamalapur
Kamalapur (en canarés: ಕಮಲಾಪುರ ) es una ciudad de la India en el distrito de Gulbarga, estado de Karnataka.

## Geografía
Se encuentra a una altitud de 496 m s. n. m. a 606 km de la capital estatal, Bangalore, en la zona horaria UTC +5:30.

## Demografía
Según estimaciones de 2011, la ciudad contaba con una población de 22 587 habitantes.